# 绍特马里·翁德拉什
绍特马里·翁德拉什（匈牙利語：Szatmári András，1993年2月3日—），匈牙利男子击剑运动员。他曾获得2017年世界击剑锦标赛男子佩剑个人冠军。他也参加了2010年夏季青年奥运会。